# روث راي
روث راي (بالإنجليزية: Ruth Ray)‏ هي رسامة أمريكية، ولدت في 8 نوفمبر 1919 في نيويورك في الولايات المتحدة، وتوفيت في 18 ديسمبر 1977 في دارين في الولايات المتحدة.